# Volker Münz (Politiker)

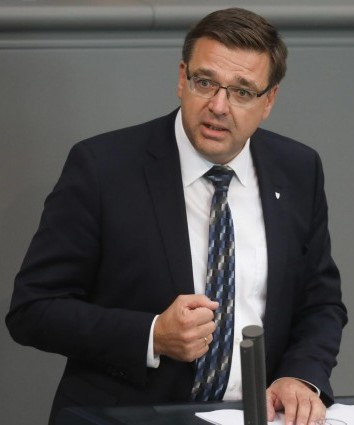
Volker Münz (2018)

Volker Münz (* 8. August 1964 in Verden (Aller)) ist ein deutscher Politiker der AfD. Von 2017 bis 2021 und von 2024 bis 2025 war er Mitglied des Deutschen Bundestages.

## Ausbildung und Beruf
Volker Münz wuchs in Verden an der Aller in Niedersachsen auf. Er machte zuerst eine Ausbildung zum Bankkaufmann und absolvierte dann ein Studium der Wirtschaftswissenschaft an der Universität Hannover, das er als Diplom-Ökonom abschloss. Zuletzt arbeitete er als Abteilungsdirektor bei der Hypovereinsbank.
Nachdem er bei der Bundestagswahl 2021 den Wiedereinzug in den Bundestag verpasst hatte, übernahm er zum 1. Januar 2023 den rechten Gerhard-Hess-Verlag, dessen Sitz er von Bad Schussenried nach Uhingen an seinen Wohnort verlegte.

## Politik
Volker Münz war Mitglied der CDU. Im Frühjahr 2013 trat er in die AfD ein und kandidierte bereits bei der Bundestagswahl 2013 als Direktkandidat im Bundestagswahlkreis Göppingen für die AfD, verpasste aber, wie die gesamte AfD, den Einzug in den Deutschen Bundestag. Bei der Bundestagswahl 2017 kandidierte er sowohl als Direktkandidat im Bundestagswahlkreis Göppingen als auch auf Platz 8 der Landesliste Baden-Württemberg, über die er in den 19. Deutschen Bundestag einzog. Sein Erststimmenergebnis von 5,3 Prozent im Jahre 2013 verbesserte er 2017 auf 14,7 Prozent. Im 19. Deutschen Bundestag war Münz ordentliches Mitglied im Haushaltsausschuss und stellvertretendes Mitglied im Finanzausschuss.
Volker Münz war einer von zwei Sprechern des Kreisverbandes Göppingen der AfD. Den Vorsitz seines Heimatortsverbandes Unteres Filstal gab Münz Anfang 2018 ab.
Münz zählt zum christlich-konservativen Flügel der Partei und war kirchenpolitischer Sprecher der AfD-Bundestagsfraktion. Als solcher wurde er zum Katholikentag in Münster eingeladen.
In der Nacht vom 5. auf den 6. Juli 2018 waren Münz’ Wahlkreisbüro in Göppingen und sein Wohnhaus in Uhingen Ziel einer politisch motivierten Farbbeutelattacke. Am Abend des 10. Juli 2018 stellte Münz’ Wahlkreisbüroleiter Sandro Scheer fehlende und gelockerte Radschrauben an zwei Rädern seines Fahrzeuges fest.
Bei der Bundestagswahl 2021 kandidierte Münz auf Platz 11 der baden-württembergischen Landesliste und verpasste den Einzug in den Bundestag. Am 16. Juli 2024 rückte er für Marc Jongen in den Bundestag nach, der ins Europäische Parlament gewählt worden war. Bei der Bundestagswahl 2025 kandidiert Münz nicht erneut.

## Positionen
Volker Münz sprach sich im Sommer 2019 gegen eine Kandidatur des Thüringer Fraktionschefs Björn Höcke als Bundesvorsitzender aus. Er befürchtete eine Verfestigung der Polarisierung innerhalb AfD, wenn der prominente Vertreter des völkischen Flügels in den Bundesvorstand käme. Schließlich sei die AfD angetreten, um die deutsche Politik zu verändern. „Wir brauchen keine scharfen Äußerungen, auch einen unangebrachten Stil brauchen wir nicht.“ Er kritisierte Höckes Stil beim Kyffhäusertreffen. Dort habe dieser den AfD-Bundesvorstand massiv angegriffen und seine Kritiker aufgefordert, die Partei zu verlassen. „Er redet von Einheit, aber er spaltet“, so Münz.
Münz ist Mitbegründer der Organisation Christen in der AfD. Laut dem Magazin Der Spiegel unterhält Münz enge Verbindungen zu freikirchlichen Kreisen. Anfang Februar 2020 nahm Münz in den USA am National Prayer Breakfast, einer Veranstaltung einer evangelikalen Initiative, teil, wo er gemeinsam mit US-Präsident Donald Trump betete. Laut Kontext: Wochenzeitung ist er „einer der bekanntesten Vertreter der christlichen Rechten in der AfD“.

## Privates
Volker Münz ist verheiratet, hat zwei Kinder und wohnt in Uhingen. Er war von 2013 bis 2019 Kirchengemeinderat der evangelischen Kirche in Uhingen sowie Mitglied in der Bezirkssynode Göppingen.

## Schriften
- Hrsg. mit Felix Dirsch, Thomas Wawerka: Rechtes Christentum? Der Glaube im Spannungsverhältnis von nationaler Identität, Populismus und Humanitätsgedanken, Ares-Verlag, Graz 2018, ISBN 978-3-99081-004-0.